# Dacus dubisitatus
Dacus dubisitatus är en tvåvingeart som beskrevs av Munro 1984. Dacus dubisitatus ingår i släktet Dacus och familjen borrflugor. Inga underarter finns listade i Catalogue of Life.